# Christian Heinrich Wolfsteller
Christian Heinrich (Hinrich) Wolfsteller (né en 1830 à Hambourg, mort en 1897 à Altona) est un facteur d'orgue allemand.

## Biographie
Il est le fils de Johann Gottlieb Wolfsteller (1794–1867), originaire de Wittenberg et facteur d'orgue à Hambourg en 1819, et petit-fils du facteur Johann Paul Geycke de hambourg. Christian Hinrich Wolfsteller travaille dès 1859 dans les ateliers de son père. Il reprend la « Hamburger Orgelbauanstalt » après la mort de son père.
Après la mort de Wolfsteller, son atelier de facture d'orgue est repris en 1899 par Paul Rother (1871–1958) originaire de Schweidnitz en (Basse-Silésie) qui la dirige jusqu'en 1950,

## Réalisations (sélection)
| Année      | Lieu             | Bâtiment                                | Photo | Clavier | Registre | remarques |
| ---------- | ---------------- | --------------------------------------- | ----- | ------- | -------- | --- |
| 1869       | Hambourg         | Sankt Katharinen                        |       |         |          | Reconstruction |
| 1870       | Billwerder       | Église Saint-Nicolas                    |       |         |          | Reconstruction et rénovation |
| 1870–1872  | Eppendorf        | St. Johannis-Kirche                     |       |         |          | Création |
| Avant 1885 | Rothenburgsort   | Église saint-Thomas                     |       |         |          | Création |
| 1885       | Ochsenwerder     | Église                                  |       |         |          | Modernisation |
| 1888       | Hamburg-Altstadt | École d'érudition Saint-Jean, Speersort |       |         |          | Création |
| 1894       | Neumühlen        | Chapelle Hélène                         |       |         |          | Appelée plus tard Christophoruskirche, aujourd'hui « Église du repos » dans la « Helenenstraße » à Hambourg; c'est probablement la dernière création de la « Hamburger Orgelbauanstalt » de Wolfsteller. Après plusieurs rénovations, l'orgue est restauré dans son état d'origine en 2000. |